# Leptogium marginellum
Leptogium marginellum är en lavart som först beskrevs av Olof Swartz, och fick sitt nu gällande namn av Samuel Frederick Gray. Leptogium marginellum ingår i släktet Leptogium och familjen Collemataceae.   Inga underarter finns listade i Catalogue of Life.

## Källor

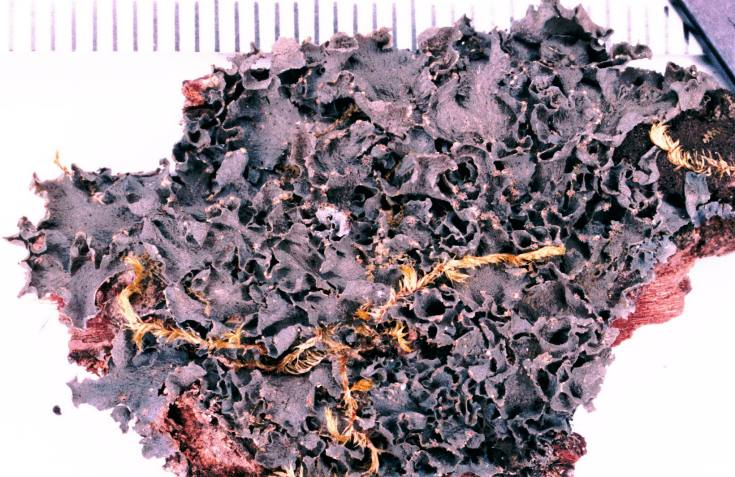
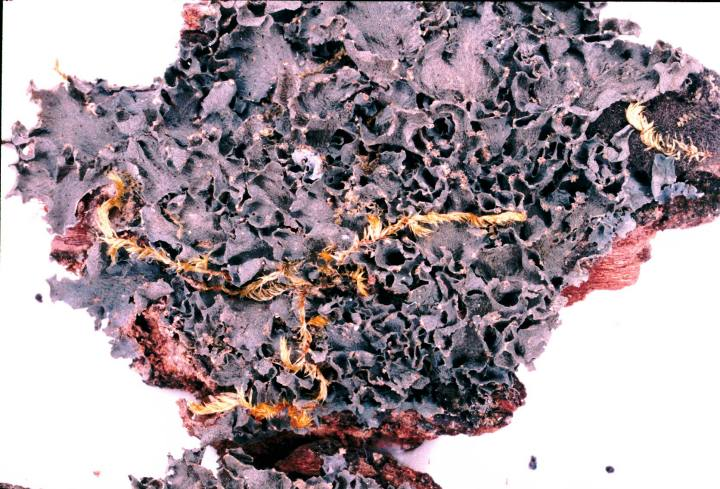
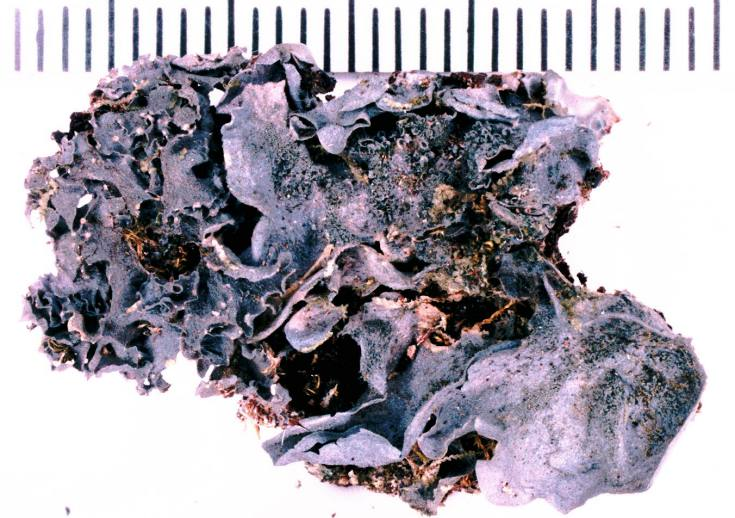
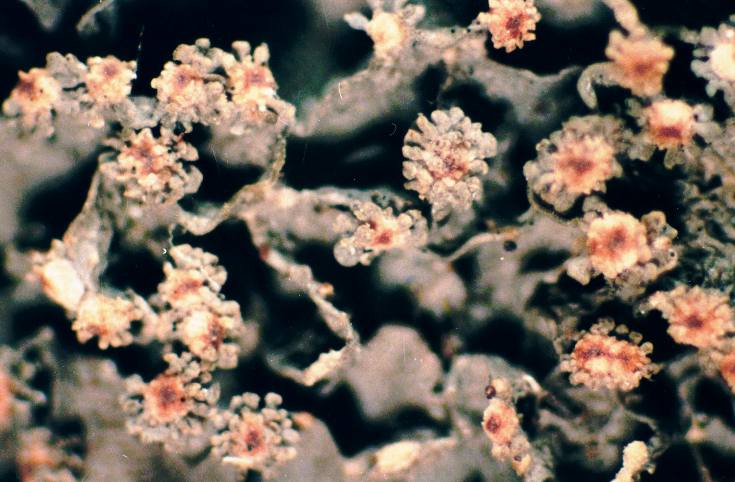
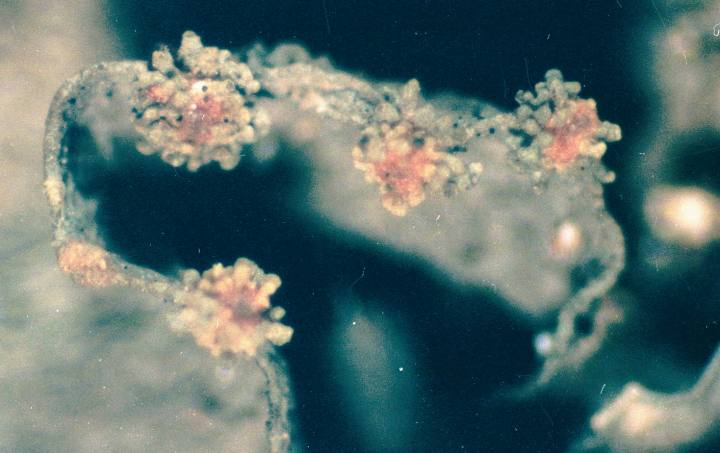
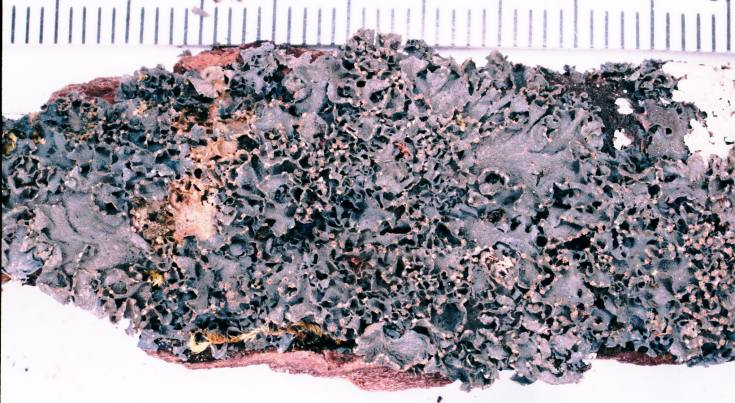